# Macromia manchurica
Macromia manchurica är en trollsländeart som beskrevs av Syoziro Asahina 1964. Macromia manchurica ingår i släktet Macromia och familjen skimmertrollsländor. Inga underarter finns listade i Catalogue of Life.